# Почётные граждане Кокшетау
Почётный гражданин го́рода Кокшета́у (прежняя норма транскрипции до 1993 г. — Почётный гражданин города Кокчета́ва) (каз. «Көкшетау қаласының құрметті азаматы») — почётное звание, присуждающееся людям, в знак признания выдающихся заслуг граждан перед городом Кокшетау, поощрение деятельности, способствующей его возвеличению и процветанию с учётом исторической традиции присвоения этого звания в прошлом и в целях обеспечения преемственности поколений Кокшетауцев. Претенденты на это звание утверждаются Кокшетауским городским маслихатом. Звания могут быть удостоены граждане Республики Казахстан, граждане других государств либо лица без гражданства. Присваивается только прижизненно. Количество присвоений звания в год не ограничивается.

## История
В 1974 году, при нахождении города в составе СССР, в честь 150-летия города было учреждено звание «Почетный гражданин города Кокшетау (Кокчетава)». Впервые это звание было присвоено в 1974 году. Тогда двое кокчетавцев были удостоены этого звания. Первыми звания почётного гражданина города Кокшетау за выдающиеся заслуги перед городом 15 октября 1974 года были удостоены Абулкасымов Магзи Абулкасымович и Елена Владимировна Куйбышева. Решения Кокчетавского горисполкома от 15 октября 1974 года № 769/20, № 770/20.

## Список почётных граждан[1]
Почётными гражданами Кокшетау были и являются в настоящее время многие достойные люди, как умершие, так и ныне живущие, в том числе это:
| Номер                             | ФИО                                | Годы жизни                        | Год награждения                   | Достижения и заслуги |
| Почётные граждане города Кокшетау | Почётные граждане города Кокшетау  | Почётные граждане города Кокшетау | Почётные граждане города Кокшетау | Почётные граждане города Кокшетау |
| --------------------------------- | ---------------------------------- | --------------------------------- | --------------------------------- | --- |
| 1                                 | Магзи Абулкасымович Абулкасымов    | 1927—2001                         | 15 октября 1974                   | Рабочий Кокчетавского приборостроительного завода, награжден орденом Трудовой Славы III степени, знаком «Отличник Министерства приборостроения», электромонтер, старший дежурный у щита управления, сменный мастер, старший мастер паросилового цеха Кокчетавского приборостроительного завода.                             |
| 2                                 | Елена Владимировна Куйбышева       | 1892—1990                         | 15 октября 1974                   | Родная сестра В. В. Куйбышева, видный общественный деятель, заслуженный работник культуры Казахской ССР, директор Республиканского мемориального музея В. В. Куйбышева. |
| 3                                 | Ермек Бекмухамедович Серкебаев     | 1926—2013                         | 1976                              | Советский, казахский камерный и оперный певец, актёр, педагог. |
| 4                                 | Ибрагим Низамович Салахов          | 1911—1998                         | 1991                              | Известный татарский писатель, автор романа «В степях Кокшетау», поэтических сборников «На посту», «Кокчетавские мотивы», сборника рассказов «Черная Колыма» и др. |
| 5                                 | Дьюкс Джек                         |                                   | 1994                              | Исполнительный директор ассоциации городов-побратимов г. Уокешо, гражданин США. |
| 6                                 | Сакен Нурмакович Жунусов           | 1934—2006                         | 25 ноября 1994                    | Писатель-драматург, лауреат Государственной премии, автор сборника рассказов «Неизгладимые следы», романов «Дом в степи», «Акан-серэ», пьес «Сильнее смерти», «Раненые цветы» и др. |
| 7                                 | Виктор Александрович Терещук       | 1942—                             | 10 апреля 1995                    | Писатель-публицист, автор книг «Рассказы о Кокчетаве», «Маршрутами Кокшетау», «Из дальних странствий», «Жертва безумия», «Сын земли», «Кокше», «Сполохи», фотопутеводителя по Кокшетау, серии открыток города, буклетов, настенных календарей и др.                                                                         |
| 8                                 | Байкен Ашимович Ашимов             | 1917—2010                         | 1998                              | Видный общественный деятель, бывший Председатель Совета Министров Казахской ССР. |
| 9                                 | Зинаида Алексеевна Санчило         | 1936—2013                         | 1998                              | Первоцелинница, известный работник культуры. |
| 10                                | Еркин Нуржанович Ауельбеков        | 1930—1999                         | 1998                              | Видный государственный деятель, бывший первый секретарь Кокчетавского обкома партии, Герой Социалистического труда. |
| 11                                | Владимир Михайлович Смирнов        | 1964—                             | 03 апреля 1999                    | Спортсмен, Олимпийский чемпион по лыжным гонкам, обладатель золотой и серебряной медалей на XVII зимних играх в Лиллехаммере. |
| 12                                | Василий Никифорович Зуб            | 1928—                             | 09 июня 1999                      | Партийный работник и работник в области сельскохозяйственного производства, награжден орденами Трудового Красного Знамени, Октябрьской революции, Дружбы народов, агроном, старший, главный агроном. |
| 12                                | Толеген Сыздыкович Кажибаев        | 1942—2020                         | 09 июня 1999                      | Заслуженный работник культуры Республики Казахстан, поэт, член Союза писателей Республики Казахстан. |
| 13                                | Махтай Рамазанович Сагдиев         | 1929—2012                         | 09 июня 1999                      | Председатель Совета ветеранов войны и труда Республики Казахстан, бывший первый секретарь Кокчетавского обкома партии. |
| 14                                | Павел Ефимович Николаев            |                                   | 09 июня 1999                      | Железнодорожник. |
| 15                                | Дмитрий Владимирович Гааг          | 1971—                             | 05 октября 1999                   | Казахстанский триатлонист, заслуженный мастер спорта. |
| 16                                | Вера Макаровна Гореликова          | 1929—                             | 05 октября 1999                   | Работник народного образования, награждена орденом «Знак Почета», отличник народного просвещения, заслуженный учитель Казахской ССР. |
| 17                                | Бисен Жумагалиевич Жумагалиев      | 1922—2015                         | 05 октября 1999                   | Ветеран Великой Отечественной войны, персональный пенсионер. |
| 18                                | Владимир Артемьевич Плюшко         | 1933—2013                         | 25 декабря 1999                   | Строитель. |
| 19                                | Тадеуш Владиславович Янковский     | 1941—                             | 30 марта 2000                     | Ветеран труда, заслуженный врач. |
| 20                                | Болат Сулейменович Жанадилов       | 1940—                             | 26 июня 2000                      | Заместитель главного врача Акмолинской областной больницы. |
| 21                                | Жанайдар Рамазанович Рамазанов     | 1924—                             | 26 июня 2000                      | Ветеран Великой Отечественной войны. |
| 22                                | Евгений Петрович Красноперов       | 1925—                             | 26 июня 2000                      | Ветеран труда, партийный работник. |
| 23                                | Сакен Касенович Таныркулов         | 1940—                             | 26 июня 2000                      | Ветеран труда, директор ТОО «Камкор — автосервис». |
| 24                                | Владимир Захарович Луганский       | 1930—                             | 26 июня 2000                      | Ветеран труда, заслуженный железнодорожник. |
| 25                                | Федор Федорович Лиховидов          | 1930—2002                         | 2000                              | Комсомольский, партийный, советский работник, награжден орденами Трудового Красного Знамени. Первый секретарь Кокчетавского горкома КП Казахстана (1965-1980гг.). |
| 26                                | Виктор Иванович Мартынов           | 1950—                             | 25 декабря 2000                   | Вице-президент АО «Кокшетаустрой». |
| 27                                | Каскырбай Абуович Абуов            | 1936—2021                         | 25 декабря 2000                   | Ветеран труда, партийный работник. |
| 28                                | Зура Кулмурзиновна Шуатаева        | 1937—                             | 25 декабря 2000                   | Ветеран труда, партийный работник. |
| 29                                | Омирбек Байкенов Байкен            | 1934—                             | 10 марта 2001                     | Ветеран труда, главный врач Акмолинского областного онкологического диспансера. |
| 30                                | Аскар Галимович Хасенов            | 1950—                             | 27 августа 2001                   | Аким города Кокшетау (апрель 1999 — 7 июня 2001), индивидуальный предприниматель. |
| 31                                | Алпысбай Жаукупович Жакупов        | 1924—                             | сентябрь 2001                     | Ветеран Великой Отечественной войны и труда, награжден орденами Отечественной войны І степени, Славы ІІІ степени, «Знак Почета», «Трудового Красного Знамени», «За боевые заслуги», «За победу над Германией в Великой Отечественной войне 1941—1945 гг.», «За доблестный труд в Великой Отечественной войне 1941—1945 гг.» |
| 32                                | Бахытжан Мусаханович Канапьянов    | 1951—                             | 2001                              | Поэт, писатель, переводчик, сценарист, кинорежиссёр. |
| 33                                | Вилли Адамович Бельц               | 1937—                             | 2001                              | Работник народного образования, преподаватель, старший преподаватель отделения немецкой филологии, зам. декана, декан факультета иностранных языков Кокшетауского пединститута, университета им. Ш. Уалиханова (1966—2002).                                                                                                 |
| 34                                | Мария Петровна Смирнова            | 1921—2010                         | 2001                              | Советский военный медработник, принимала участие в Великой Отечественной войне, гвардии лейтенант медицинской службы. |
| 35                                | Естай Мырзахметов                  | 1927—2008                         | 2001                              | Писатель, публицист, член Союза Писателей Казахстана, член КПСС. |
| 36                                | Кабдуахит Кусаинович Кусаинов      | 1926—                             | 2001                              | Железнодорожник. |
| 37                                | Маулетбай Каримович Каримов        |                                   | 2001                              | Общественный деятель. |
| 38                                | Жазит Джаканович Ахметов           |                                   | 2001                              | |
| 39                                | Сергей Витальевич Кулагин          | 1952—                             | 30 марта 2004                     | Аким Акмолинской области. |
| 40                                | Капаш Кабыкеновна Кулышева         | 1949—                             | 2005                              | Советская и казахстанская певица, педагог, профессор Казахский национальный университет искусств, народная артистка Республика Казахстан, заслуженный артист Казахской ССР. |
| 41                                | Батырбек Магомедович Оздоев        | 1970—                             | 04 сентября 2008                  | Старший тренер женской национальной сборной команды РК по тяжелой атлетике. |
| 42                                | Айткажи Казбекович Казбеков        | 1933—2010                         | 12 февраля 2009                   | Гидрогеолог, кандидат геолого-минералогических наук, награжден орденом Трудового Красного Знамени, медалями, главный инженер, начальник Северо-Казахстанской гидрогеологической экспедиции, президент АО «Кокшетау-гидрогеология», профессор Кокшетауского университета имени А. Мырзахметова.                              |
| 43                                | Мажит Мурзамсеитович Джандильдинов | 1947—2011                         | 12 февраля 2009                   | Генерал-майор, возглавлявший в 1994—1997 гг. управление КНБ РК по Кокшетауской области. |
| 44                                | Кадыржан Кабиденович Абуев         | 1938—2021                         | 12 февраля 2009                   | Профессор, зав.кафедрой истории Казахстана и методики преподавания Кокшетауского госуниверситета им. Ш.Уалиханова. |
| 45                                | Кенесбек Бектасович Бектас         | 1939—                             | 12 февраля 2009                   | Директор ТОО «Хладокомбинат». |
| 46                                | Беркутбай Масипович Батырханов     | 1924—2017                         | 04 декабря 2009                   | Ветеран ВОВ, персональный пенсионер Союзного значения, заслуженный работник культуры каз. ССР. |
| 47                                | Кайрулла Газизович Ескендиров      | 1940—2019                         | 12 ноября 2010                    | Советский и казахский партийный работник, ветеран правоохранительных органов, полковник полиции. |
| 48                                | Жибек Есекеевна Багисова           | 1940—                             | 12 ноября 2010                    | Советская и казахская актриса театра, народная артистка Казахской ССР, заслуженная артистка Казахской ССР. |
| 49                                | Айдар Хамзович Мурзин              | 1941—                             | 12 ноября 2011                    | Советский и казахстанский политический и государственный деятель, аким города Кокшетау в 1992—1996 годах. |
| 50                                | Куляш Хаджановна Темирбаева        | 1936—                             | 12 ноября 2011                    | Ветеран труда, заслуженный учитель. |
| 51                                | Татьяна Гавриловна Савенко         | 1936—                             | 21 декабря 2011                   | Ветеран труда, заслуженный строитель. |
| 52                                | Рустем Шерьязданович Шерьязданов   | 1935—                             | 21 декабря 2011                   | Председатель Совета ветеранов города Кокшетау. |
| 53                                | Аскар Казнавиевич Алиев            | 1956—                             | 21 декабря 2011                   | Председатель правления АО «КокшетауМинВоды». |
| 54                                | Мария Кенжеахметовна Кенжеахмет    | 1974—                             | 21 декабря 2011                   | Старший научный сотрудник музея им. М.Габдуллина. |
| 55                                | Болат Ахметжанович Кушумбаев       | 1939—                             | 21 декабря 2011                   | Ветеран труда, партийный работник. |
| 56                                | Кымбат Каиркеновна Мустафина       | 1945—                             | 21 декабря 2011                   | Ветеран труда, партийный работник. |
| 57                                | Светлана Федоровна Еликова         | 1947—                             | 21 декабря 2011                   | Директор детского сада «Ертостик». |
| 58                                | Фарух Минхагдинович Курмаев        | 1930—                             | 21 декабря 2011                   | Ветеран труда, директор ТОО «Завод бытовой химии» |
| 59                                | Александр Тимофеевич Кияткин       | 1924—                             | 03 мая 2012                       | Ветеран ВОВ, ветеран труда. |
| 60                                | Бакыт Газизович Жунусов            | 1939—                             | 03 мая 2012                       | Доктор экономических наук, профессор кафедры экономики и менеджмента КИЭМ. |
| 61                                | Шамшия Габдуловна Айтжанова        | 1929—                             | 24 октября 2012                   | Ветеран труда. |
| 62                                | Жабал Ергалиевич Ергалиев          | 1955—                             | 24 октября 2012                   | Депутат Сената Парламента РК, журналист, публицист, писатель, драматург. |
| 63                                | Асылбек Джазиевич Давлетов         | 1925—                             | 04 декабря 2012                   | Ветеран ВОВ, ветеран труда, партийный работник. |
| 64                                | Серик Кабдушевич Какенов           | 1953—                             | 12 декабря 2012                   | Главный врач Кокшетауской городской больницы. |
| 65                                | Фарук Вакасович Богапов            | 1935—                             | 12 декабря 2012                   | Ветеран труда, основатель центра татарской культуры в городе Кокшетау. |
| 66                                | Еркеш Кокенович Шакеев             | 1962—                             | 2012                              | Композитор, поэт-песенник и автор-исполнитель, прошедший путь от бардовских песен и эстрадных хитов до неоклассики. |
| 67                                | Серик Акпенович Аяганов            | 1952—                             | 25 декабря 2013                   | Главный врач Акмолинской областной больницы, казахстанский общественный деятель, доктор медицинских наук, профессор. |
| 68                                | Сакина Амирбековна Аппасова        | 1936—                             | 25 декабря 2013                   | Ветеран труда. |
| 69                                | Мунарбек Беркутбаевич Батырханов   | 1952—                             | 25 декабря 2013                   | Руководитель ГУ «Инспекция труда по Акмолинской области». |
| 70                                | Светлана Кабденовна Муратбекова    | 1952—                             | 24 декабря 2014                   | Директор медицинского колледжа, депутат Кокшетауского городского маслихата. |
| 71                                | Сырым Рахимович Рахимов            | 1948—                             | 24 декабря 2014                   | Ветеран труда, писатель, общественный деятель |
| 72                                | Токтар Онгарбаевич Аубакиров       | 1946—                             |                                   | 72-й (и последний) космонавт СССР, первый космонавт казахской национальности. |
| 73                                | Кожахмет Балахметович Балахметов   | 1926—                             |                                   | Бывший министр просвещения Республики Казахстан, отличник образования СССР и Республики Казахстан. |
| 74                                | Серикбек Жусупбекович Даукеев      | 1950—                             |                                   | Политический деятель Казахстана, трижды министр Казахстана, президент Академии наук Республики Казахстан. |
| 75                                | Кенес Сагинович Налаев             | 1938—                             |                                   | Ветеран труда, партийный работник. |
| 76                                | Владимир Николаевич Доронин        | 1914—2010                         |                                   | Ветеран Великой Отечественной войны |

В сентябре 2001 года почетное звание присвоено: В. Преснякову, Б. Мукитанову, С. Касымову.